# Terpsichore jenmanii
Terpsichore jenmanii är en stensöteväxtart som först beskrevs av Lucien Marcus Underwood och William Ralph Maxon, och fick sitt nu gällande namn av Alan Reid Smith. Terpsichore jenmanii ingår i släktet Terpsichore och familjen Polypodiaceae. Inga underarter finns listade.